# إدي روبنسون (لاعب كرة قدم أمريكية)
إدي روبنسون (بالإنجليزية: Eddie Robinson)‏ هو لاعب كرة قدم أمريكية أمريكي، ولد في 13 أبريل 1970 في نيو أورلينز في الولايات المتحدة.

## وصلات خارجية
- إدي روبنسون على موقع مرجع كرة القدم المحترفة.كوم (الإنجليزية)